# De vrouw van een ander en de man onder het bed
 De vrouw van een ander en de man onder het bed  (Russisch:  Чужая жена и муж под кроватью) is een vertelling  van de Russische schrijver Fjodor Dostojevski uit 1848

## Inhoud
Voor een etagewoning  in Sint-Petersburg voeren een oud heertje in een wasberenpels en een jongeman in een overjas met tressen  een voortdurende en ontwijkende dialoog. Jaloezie drijft de eerstgenoemde,  lust de jongeman.  De lezer wordt vervolgens meegesleept  in de ontwikkelingen en komt tot de ontdekking dat de titel de inhoud niet volledig dekt. Want uiteindelijk belanden twee mannen gezamenlijk onder een verkeerd bed in het goede huis. Het onschuldige echtpaar wordt in de consternatie onder hun bed beroofd van hun bewust gedode hondje en met hangende pootjes moet de oude heer huiswaarts keren.

## Thematiek
Behoudens het feit dat het huis is gesitueerd in Petersburg, ontbreken in de vertelling de gebruikelijke thema’s van de schrijver: Het orthodoxe geloof en de  roebel.